# Thomas Schäfer
Thomas Schäfer, född 22 februari 1966 i Hemer i Sauerland, död 28 mars 2020 i Hochheim am Main i Hessen, var en tysk politiker. Schäfer var medlem i CDU, och 2010–2020 finansminister i förbundslandet Hessen.
Den 28 mars 2020 hittades Schäfer död vid ett järnvägsspår utanför Hochheim am Main på höghastighetslinjen Köln–Frankfurt. Polisen konstaterade att han hade begått självmord. Han efterlämnade hustru och två barn.